# Misson (geslacht)
Misson is een Zuid-Nederlandse en Belgische adellijke familie.

## Geschiedenis
- In 1775 verleende keizerin Maria-Theresia erfelijke adel aan Jean-Maximilien Misson, secretaris bij de Raad van Brabant, getrouwd met Jeanne Robyns.
- In 1776 werd ook Robert Misson opgenomen in de erfelijke adel.

## Martin Misson
Martin Clément Misson (Brussel, 12 februari 1769 - aldaar, 14 april 1853) was bewaarder van het zegel en werd in 1826, onder het Verenigd Koninkrijk der Nederlanden, erkend in de erfelijke adel. Hij trouwde in 1800 met Eugénie de Janti de Bonnines (1779-1839). Ze kregen negen kinderen. Geen enkele van de zes dochters trouwde, terwijl de drie zoons trouwden en twee van hen afstammelingen hadden.
- Paul Misson (1801-1879) promoveerde tot doctor in de rechten. Ten tijde van het Verenigd Koninkrijk der Nederlanden werd hij benoemd tot kabinetssecretaris van de minister van Binnenlandse Zaken en kabinetschef bij de minister van Waterstaat. In België werd hij eerste griffier van de Senaat. In 1856 werd hem de titel baron verleend en in 1873 werd de titel uitgebreid tot al zijn afstammelingen. Hij trouwde in 1838 in Écaussinnes-Lalaing met Charlotte van der Burch (1804-1868), dochter van graaf Charles-Albert van der Burch, luitenant-generaal. Ze kregen een zoon.
  - Paul Misson (1839-1891), doctor in de rechten en burgemeester van Vieux-Waleffe, trouwde in 1873 in Luik met Isabelle Mincé du Fontbaré (1853-1921). Het huwelijk bleef kinderloos.
- Victor Misson (1804-1881), arrondissementscommissaris van Bergen en voorzitter van het Rekenhof, trouwde in 1839 in Trith-Saint-Léger met Silvie Leclercq (1813-1866). Ze kregen drie zoons en drie dochters.
  - Marie Misson (1842-1900), trouwde in 1867 in Ruisbroek met jhr. François (Frantz) Robyns de Schneidauer (1839-1912), zaakgelastigde en consul-generaal van Monaco, schepen van Vlezenbeek en provincieraadslid van Brabant. Ze kregen vier zoons, met afstammelingen tot heden.
  - Mathilde Misson (1843-1919), trouwde in 1874 in Sint-Joost-ten-Node met ridder Ernest de Borman (1837-1903). Ze kregen drie zoons en drie dochters, onder wie Paul de Borman, met afstammelingen tot heden.
  - Charles Misson (1847-1932), afdelingshoofd bij het Rekenhof, trouwde in 1878 in Sint-Joost-ten-Node met Gabrielle de Munck (1852-1884). Ze kregen drie zoons en een dochter, met afstammelingen tot heden.